# Andro Dunos
Andro Dunos es un juego de arcade del género matamarcianos de desplazamiento horizontal lanzado por Visco en 1992 para la placa Neo-Geo. El jugador controla una nave espacial de combate futurista con diferentes configuraciones de armas que puede intercambiar, disparar a los enemigos, recoger power-ups y derrotar a los jefes para avanzar niveles.

## Jugabilidad
Los jugadores se ponen en el control de los combatientes Neo Tipo diseñados por el sistema de defensa de la Tierra y enviadas a poner fin a una guerra larga duración contra una raza alienígena. Las naves son capaces de seleccionar y actualizar cuatro tipos diferentes de armas todo listo disponibles y clasificados por ataque: Toma, bomba, misiles y de unidad.